# ニューヨーク市の経済

ニューヨーク州内のニューヨーク市の位置

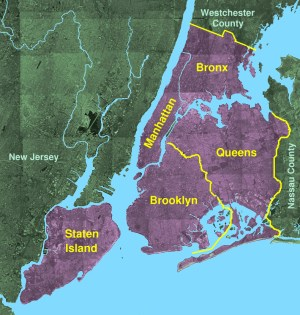
市内5区

アメリカ合衆国ニューヨーク州に位置するニューヨーク市の経済（ニューヨークしのけいざい）は、2015年では市内総生産が6,625億ドルにのぼり、アメリカでは最大、東京都の都内総生産（約1兆ドル）の60%程の規模があり、スイスのGDPに匹敵する。
2014年のニューヨーク都市圏の総生産は1兆3342億ドルであり全米最大、世界では東京都市圏に次ぐ第2位の巨大経済都市である。世界屈指のメガシティ。市内人口は821万人、都市圏人口は1870万人である。2006年の一人当たりのGDPは56,000ドル。

## 概要

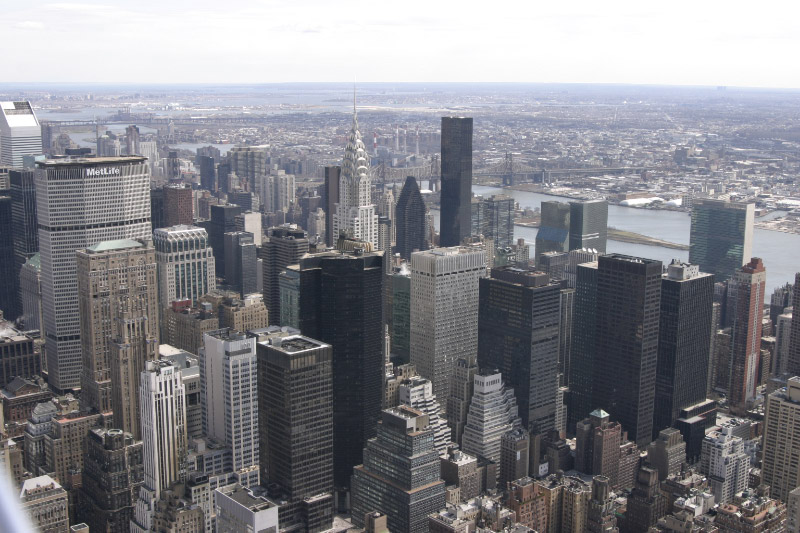
ニューヨーク経済の中心マンハッタン

ニューヨーク市は全米で最も大きな経済規模を持つ都市であり、世界のビジネスを牽引する世界有数の世界都市である。主に金融業界に大きな影響力を持ち、複数の世界的金融機関（大半がアメリカ資本）が本社を置いている。2011年3月、英国のシンクタンクのZ/Yenグループによると、ロンドンや香港と並ぶ世界3大金融センターのひとつと評価されている。ニューヨーク市の経済を牽引するのは主に金融、保険、不動産業であり金融業にいたっては市内で働く雇用の35％の給料を捻出している。市内全域の不動産の時価は2006年時点で8024億ドル。全米の報道機関も集中しておりタイムワーナーセンターは11億ドルという市内で最も大きな利益を上げている。これらの業種に続き医療、ハイテク、ファッション業界などが続き、観光産業も強い。製造業は下り坂ではあるが未だ力を持っている。また芸術家の集まる街としても名高い。
ウォール街に本拠地を置くニューヨーク証券取引所は上場企業の時価総額において世界一を誇っており、米国のみならず全世界に絶大な影響を持っている。また、ナスダックは時価総額が世界第2位の証券取引所となっている。同市場は完全オンラインの取引を実施している。
多くのグローバル大企業が本社を市内に置いており、企業ランキング・フォーチュン500にランクされる企業の本社が他のどの都市よりも多い。また外資系企業が非常に多く民間セクターにおける職業の10分の1が外資系である。Center for Women's Business Researchによると、約25万人の女性起業家、経営者がいる。

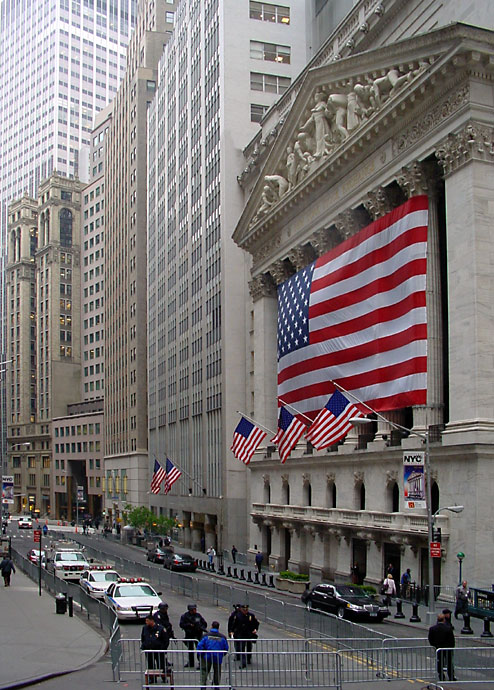
ニューヨーク証券取引所

経済規模が1兆ドルを超える都市圏は世界的に見てニューヨークと東京のみであり、これにロンドン（7944億ドル）を加え世界3大都市と呼ばれ、これら3都市は世界経済を牽引する重要なハブとされており、株取引、外貨取引などにおいては3都市の地理的な条件から均一に時差が生まれている。全米規模で見ても2位のロサンゼルスが8180億ドルであるので、その巨大な経済を数字が物語っている。なお、同市に働く人材は主にニューヨーク州とニュージャージー州から出勤している。
不動産価格は世界的に見て非常に高額で最も高いマンハッタン区パーク・アヴェニュー450番は2007年7月2日に5億1000万ドル（約586億円）で売却、1m²あたり17,000ドル（約200万円）、その一月前に最高記録であったマンハッタン区マディソン・アヴェニュー660番、1m²あたり15,800ドル（180万円）の記録を更新した。
テレビ、映画産業はカリフォルニア州ハリウッドに続き2番目の規模を誇り、広告・ファッション・デザイン・建築業などのクリエイティブ系の業種は年々その雇用数を増やしており同市はハリウッドと張り合える競争力を身に付けつつある。またヨーロッパとを繋ぐ大西洋横断ケーブルのターミナルである利点を利用しソフトウェア開発や科学研究機関などのハイテク産業も年々増加している。
製造業は未だ重要な位置を占めるがその雇用は年々減少傾向にある。服飾、金属、食品、家具などが主な分野であり最も安定している食品は50億ドルの規模で19.000人の雇用があるが、その大半は英語をあまり話せない移民である。チョコレートが同市の誇る最大の輸出食品で毎年約2億ドルの利益を上げている。

## 歴史と統計

### 歴史

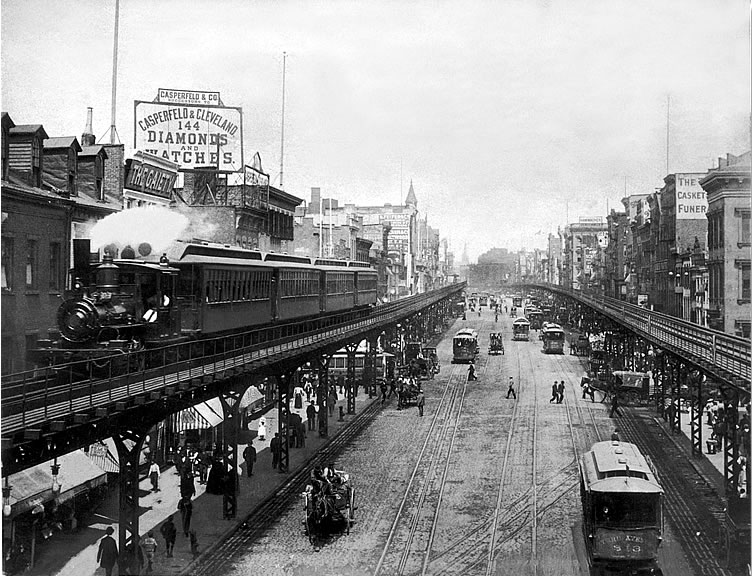
1896年のマンハッタンのバワリー地区

ニューヨーク市の経済はその理想的な港（ニューヨーク港）からもたらされた。その港は1819年のエリー運河の開通によってよりその機能性を高め同じ東海岸のボストンやフィラデルフィアといった他の港町と一線を画すものとなった。
最も古い港はマンハッタンのサウス・ストリート港であるが現在はブルックリンのレッドフック港やスタテンアイランドのハウランドホック・マリーン・ターミナルの残りをまかなうに過ぎなくなっている。レッドフック港は現在全米のココア豆の最大の輸入港である。1950年代からはハドソン川の向かいニュージャージー州のポート・ニューアーク・エリザベス・マリーン・ターミナルに徐々に大きな港は移転したが、輸出入業とそれに付随する第三次産業は常にニューヨーク市がその多くを握っていた。
19世紀には大規模な産業革命と鉄道の発達により主な産業は製造業であり、その規模の大きさからアメリカの服飾産業の中心とまで言われた。現在も若干その名残を残すが、その多くは俗語で「スウェットショップ」と言われ劣悪な労働環境と安い賃金により運営されている工場であった。現在でも約12万人が製造業に雇用されているが、20世紀中期には100万人以上の労働者がおり20世後半には不動産価格の上昇も伴って劇的に衰退している。ニューヨーク市はシカゴ市と並び20世紀前半までは映画産業の中心地であったが、気候や映画会社との権利関係の問題で製作者がロサンゼルスへと次々移動し現在の形になった。現在でも映画・テレビ産業はロサンゼルスに次ぎ盛んである。
1929年のニューヨーク証券取引所の株価大暴落がきっかけによる世界大恐慌はあまりにも有名であり、その経済的影響力は非常に大きくなった。
近年では市政がその経済目標を金融・不動産・バイオテクノロジー・メディア産業に重点を置き、病院・学校・芸術関係などの利益の出ない分野の強化を図るとしている。

### 9・11以降
ニューヨーク市の経済は言うまでもなく2001年9月11日のアメリカ同時多発テロ事件による世界貿易センタービルの崩壊によりダメージを受けたがニューヨーク連邦準備銀行が2006年に発表したデータによるとその経済は急速に回復したという。同銀行によると、そのような悲劇が起こったにもかかわらず10万以上の新たな雇用が生まれ、その経済状態は現在も非常に良好であるという。例えばテロ以降のニューヨーカーの平均年収の上昇率は他の地域のアメリカ人よりも早かった。また同銀行は、テロは大きな衝撃を与えたが、その経済的余波は長持ちはせず2002年暮れには通常通りに回復していたという。2006年5月の失業率は5％でここ18年間で最低数値であったのと共に世帯毎の就業率もテロ以前のみならず1969年に記録した最高値をも上回った。

### 現在
ニューヨーク市内のみのGCP（Gross City Product）は2006年時点で4573億ドルでスイス全体のGDP（3770億ドル）よりも多い。もし同市が国家であれば世界17位にランクし一人当たりのGDPは56,000ドルになり、世界第二位の位置することになる。プライスウォーターハウスクーパースによるとニューヨーク都市圏のGMP（Gross Metropolitan Product）は2005年で1兆1330億ドルで東京都市圏に次ぐ世界第二位となっており、この2都市のGMPはカナダ、スペイン、韓国などの国家全体のGDPに匹敵する。
2000年の時点でニューヨーク市内で雇用されている人数は370万人でマンハッタンに勤める人が55.6％を占めている。2006年の一週間あたりの収入の平均は1,453ドルで全米最高で全米平均は785ドルである。またマンハッタン区の経済は全米一の経済成長率を誇っている。その他ブルックリン区に18％、クイーンズ区に16％、ブロンクス区に7.5％、スタテンアイランド区に2.5％で、残りの4.5％がナッソー郡から、2％がサフォーク郡から、4％がウェストチェスター郡から、5％がニュージャージー州に通勤している。残るごく少数の人間はさらに郊外で雇用されている。また稀に市内から郊外へ通勤する人々もいる（ナッソーへ3％、ウェストチェスターへ1.5％、ハドソンへ0.7％、バーゲンへ0.6％、サフォークへ0.5％）
| 国家/都市      | GDP/GMP(10億ドル) | 世界ランク |
| -------------- | ----------------- | ---------- |
| アメリカ合衆国 | $ 13,201          | 1          |
| 日本           | $ 4,131           | 4          |
| スペイン       | $ 1,243           | 11         |
| 東京           | $ 1,191           |            |
| 韓国           | $ 1,152           | 13         |
| カナダ         | $ 1,140           | 14         |
| ニューヨーク   | $ 1,133           |            |
| インドネシア   | $ 921             | 15         |
| ロサンゼルス   | $ 639             |            |
| パリ           | $ 460             |            |
| ロンドン       | $ 452             |            |
| 上海           | $ 139             |            |

| 地域                   | 人口          | 雇用率 |
| ---------------------- | ------------- | ------ |
| マンハッタン区         | 153万         | 55.6％ |
| ブルックリン区         | 246万         | 18％   |
| クイーンズ区           | 222万         | 16％   |
| ブロンクス区           | 133万         | 7.5％  |
| ニュージャージー州北部 | 840万（全域） | 5％    |
| ナッソー郡             | 133万         | 4.5％  |
| ウェストチェスター郡   | 92万          | 4％    |
| スタテンアイランド区   | 44万          | 2.5％  |
| サフォーク郡           | 141万         | 2％    |

## 世界都市
ニューヨーク市にオフィスを持つ会社のうち10分の1が外資系であることからも分かるようにアメリカ国内で最もグローバル化された都市であり多くの国際的ビジネスが日々行われている。その特徴からワシントンD.C.の連邦政府の外交や国際貿易などにも大きな影響を及ぼしている。
2000年以降、中国が最大の輸出先となり、中国にある大企業32社の約半分がニューヨーク都市圏にオフィスを構えている。これらの企業は鉄鋼・エネルギー・製造からサービス業まで多岐にわたる。またニューヨーク市は最大の中国人コミュニティーを有しており、中国語の新聞社は7社、テレビの中国語放送は2社も存在する。航空路線は1日12本の香港行き、5本の北京行きを出している。
多くの企業がニューヨーク証券取引所への上場と、それに伴う巨大な米国資本を手に入れるため同都市圏に本社を置くことが多い。ニューヨーク市の税金は他の地域と異なっており、特に外資系企業がアメリカに本社を設置する場合の実効税率などが引き下げられている。
企業のみならず同市が国際的である理由として不動産のオーナーに外国人が多く、約34％の不動産収益は外国人によって捻出されている。これはパリの27％を大きく超えており、香港（13％）、シドニー（9％）と比べても非常に多い。ただしロンドンは51％の不動産がロシアや中東の人々に流れており、2005年で合計320万ドルの不動産資本が外国人によって動かされた。
国際貿易はその天然の良港と相まって同市の重要なビジネスセクターではあるが、コンテナ輸送が主流となってから主な港はニュージャージーの沿岸に移転した。それでも尚ブルックリン港はココア豆の全米最大の輸入港である。

## 主な産業
マンハッタン区ミッドタウンは世界最大のビジネス街でありローワーマンハッタンのファイナンシャル・ディストリクトは全米3番目の規模を誇る。ニューヨーク市は長年ビジネスの中心地であったが1970年代の市政の財政状態悪化を発端とし企業の本社などが他の都市や郊外に移転する傾向があった。しかし米国労働省によると1990年以降はビジネスチャンスを引き寄せるその巨大な力で大企業の本社やその支社が以前の倍になり"The City of Cooprate Headquarters"（大企業の都市）と再び呼ばれるようになった。アメリカ有数の大企業が本社を構えることにより同都市の世界都市としての地位を揺ぎ無いものとした。しかしニューヨーク経済企画が調査したデータによると企業のエグゼクティブはニューヨークに本社を構えることを嫌う者もおり、意思決定は企業トップの好みともいえる。2005年には603の大企業の独立系本部が存在している。

### 金融

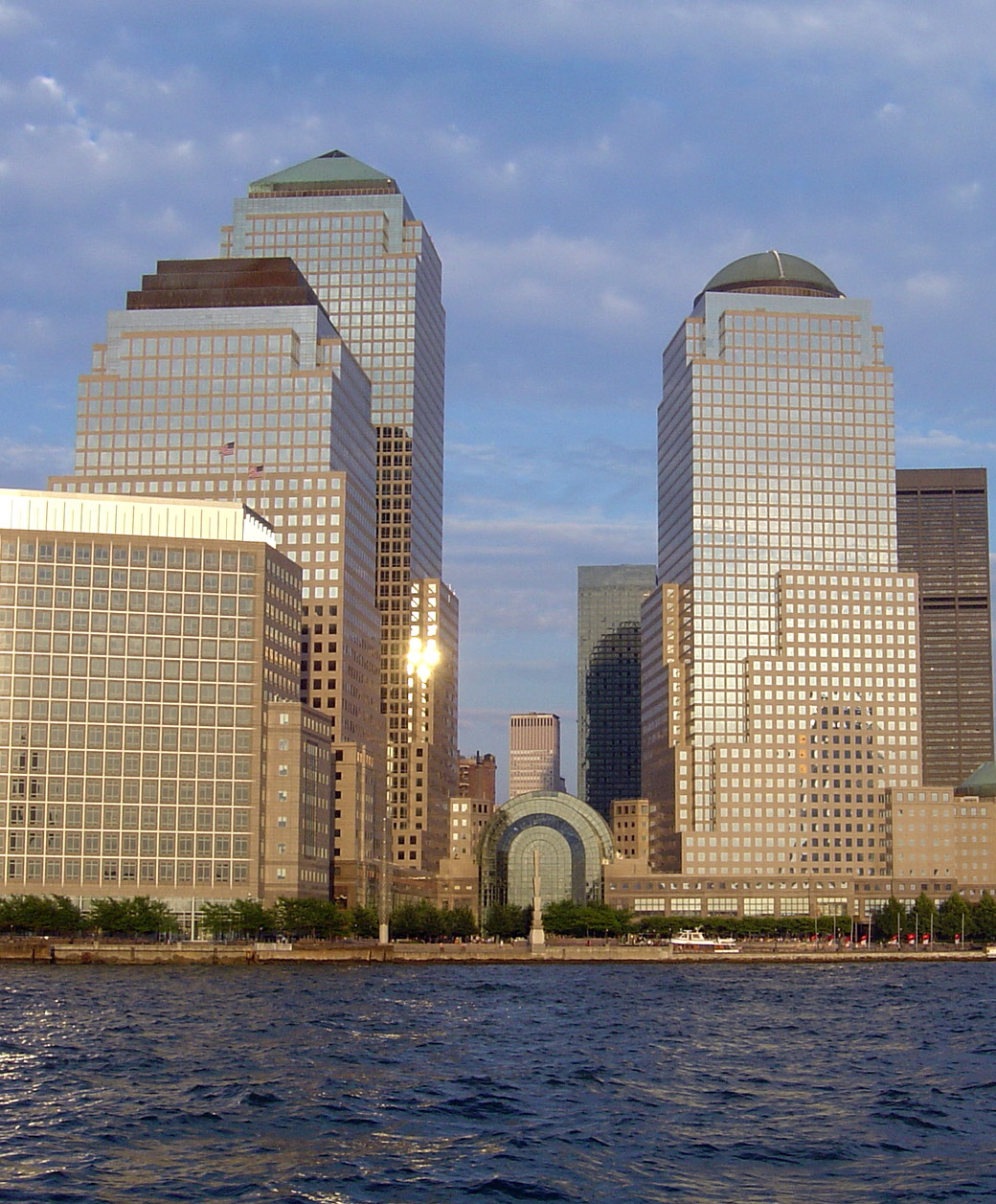
ワールドフィナンシャルセンター

金融業のマンハッタン区内での雇用人数は約28万人と他の業種と比べて決して多くないにもかかわらず、同区の全収入の半分以上が彼らに支払われている。例えば世界最大の投資銀行ゴールドマン・サックスのCEOロイド・ブランクファインの2006年のボーナスは5340万ドル（約64億円）であり一般社員の平均年収も62万ドル（7300万円）とケタ外れに多い。他の業種の労働者と金融マンとの給与格差は拡大し続けており、経済学者からは彼らの莫大な収入に同市の経済が依存しすぎることを懸念している。これら超高収入の職種の雇用も一応拡大は続けているが、雇用拡大の大半は賃金の安いウェイター（ウェイトレス）、小売、ホームヘルパーなどである。
今日マンハッタンのファイナンシャル・ディストリクトを中心としてニューヨークは世界一の金融の街となった。金融業に携わる人口は2007年6月時点で約35万人で年間1,550億ドルの収支を上げ、これは市内全体の経済効果の3分の1になる。マンハッタンは6大金融市場、ニューヨーク証券取引所、アメリカン証券取引所、International Securities Exchange、NASDAQ、ニューヨーク商品取引所、ニューヨーク・マーカンタイル取引所のホームタウンである。また投資銀行の中心地でもあり、多くのヘッジファンド、株式仲介、投資マネージメントがある。これらの会社を中心としてニューヨークを米国のみならず世界の金融センターの地位にまで押し上げた。

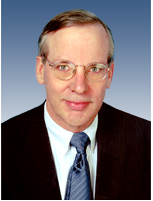
ニューヨーク連邦準備銀行総裁ウィリアム・ダドリー(2009年1月～）

その他多数の大企業が市内に本社を置く。タイム・ワーナー、アルトリア、AIG、ファイザー、ブリストル・マイヤーズ スクイブ、ジェットブルー航空、シティグループ、DCコミックス、エスティローダー、ソニー・ミュージックエンタテインメントなどがある。ゼネラル・エレクトリック社など本社でなくとも大規模な支社をニューヨークに置く会社も多い。
ニューヨーク連邦準備銀行の設置により、その金融における力は増し、連邦政府が管轄する連邦準備制度に多大な影響力を持つ。現在資産価値のみではかるとニューヨーク連邦準備銀行は12の連邦銀行の中で最大で最重要である。同銀行はニューヨーク州、ニューヨーク市のみならずプエルトリコとヴァージン諸島の金融市場にも大きな役割があり、また公開市場操作、米国債の売買においては重要な責任がある。金の保有数ではケンタッキー州のフォートノックスと共に多く、その金庫は地下25mにあり900億ドル（約10兆円）の金塊があるとされている。2003年、連邦銀行と他の銀行のバランスを維持するシステム、フェッドワイヤにより1.8兆ドルがファンドに流され、その後1.3兆ドルが追加として投入された。ニューヨーク連邦準備銀行は唯一連邦公開市場委員会による選挙を行う連邦銀行であり、通常頭取は副頭取だった者が選出される。

### メディア／エンターティメント

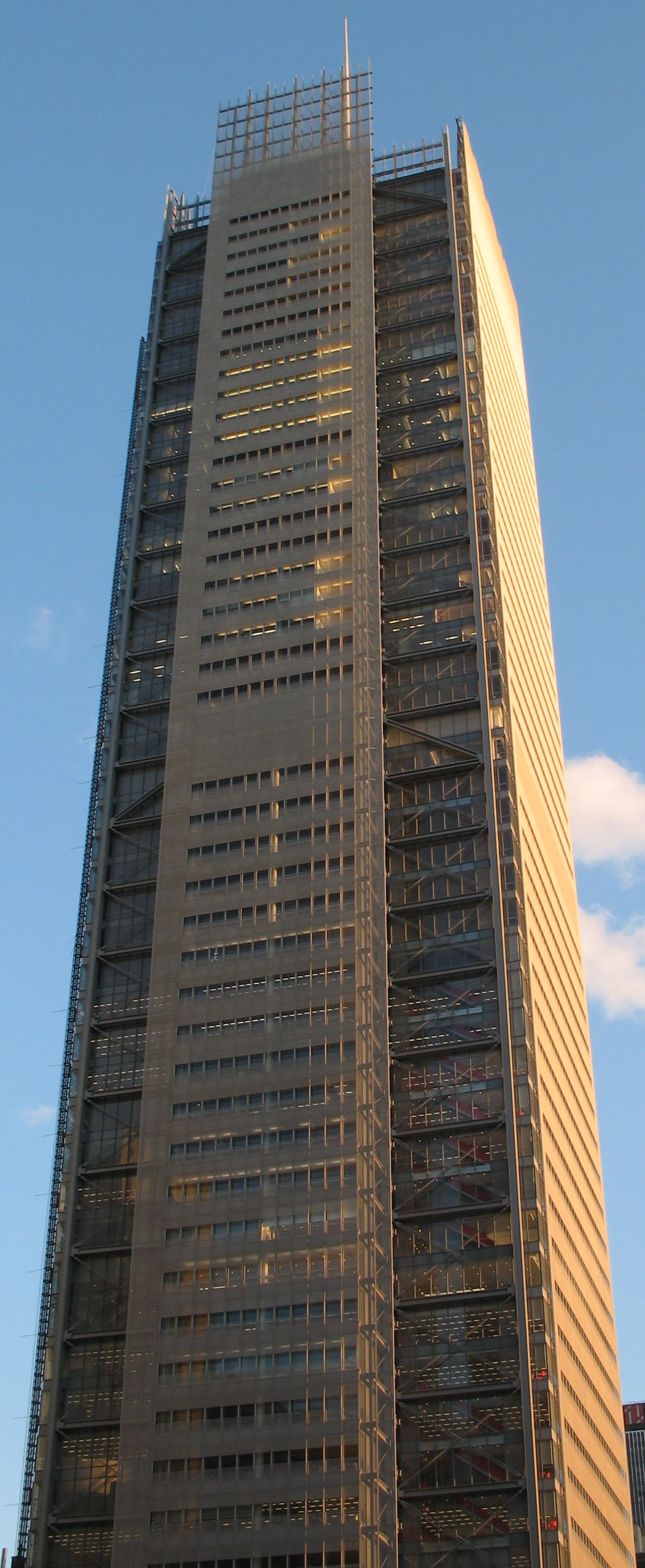
ニューヨーク・タイムズ本社（マンハッタン）

ニューヨーク市はマスコミ、ジャーナリズム、出版業において重要な位置を占め、全米一のメディアマーケットを保有、あの小さな地域だけで米国の7％のテレビ視聴者を抱えている。また4つの巨大レコード会社のうち3つが同市に本社を置き、3分の1の独立系映画制作会社がある。その他200の新聞社、350の雑誌社がオフィスを構え、出版業には約13,000人が雇用されている。このような環境からしばしば「世界のメディアセンター」と呼ばれる。
ニューヨーク市はカリフォルニア州ハリウッドに続き映画産業において2番目の規模を誇る。規模的には他の産業と比べると決して大きくはないものの、その成長は目覚しく数十億ドルを生み出すその市場は同市の欠かせないビジネスセクターとなっている。演劇と報道も拡大を続けており、独立系の映画スタジオ、プロダクションは2003年に180、2004年に202、2005年には250と拡大の一途をたどっている。アメリカで活躍する俳優の3分の1はニューヨークを拠点に活動を行っていて海外からの映画制作者も非常に多い。ニューヨーク市の映画産業部署の発表によると、同産業には約10万人の雇用者がおり、年に50億ドル程度の経済効果をもたらしている。インド・ムンバイの映画産業の俗称"ボリウッド"の映画「Kal Ho Naa Ho」（2003年）は同市で撮影され、インドで歴代4位の興行成績を収めた。
クイーンズ区にありサイレント映画の時代に作られたカウフマン・アストリア映画撮影所はマルクス兄弟やW・C・フィールズによって使用されていた。また同スタジオはコスビー・ショーやセサミ・ストリートの制作が行われている。近年、新たに作られた製作所スタイナー・スタジオは港を改造した61,000m²の広さを持つ近代的なスタジオ・コンプレックスでスパイク・リー監督の「The Producers and The Inside Man」が撮影された。
2006年2月に着工されたシルヴァーカップ・スタジオは建築費約10億ドルの巨大スタジオ・コンプレックスであり、スタジオ、オフィスを始め店舗や高層ビルには1,000棟のマンションとなっている。この建築はパリのポンピドゥー・センターやロンドンのミレニアム・ドームも設計したリチャード・ロジャースによって設計され、そのコンセプトは「ヴァーチャル・ハリウッド」であった。クイーンズ区のイーストリバー沿いにあり、東海岸最大のプロダクション・ハウスである。ブルックリンにあるスタイナー・スタジオは今も尚単一では最大のスタジオを所有しているが、シルヴァーカップも2007年にはそれを凌ぐべく拡大を検討している。
映画制作配給会社ビッグ10の一つで米国最大の映画会社ミラマックスはニューヨーク市に本社を置き、その他小さな製作会社や映画プロデューサー達も同市を拠点に活動している。

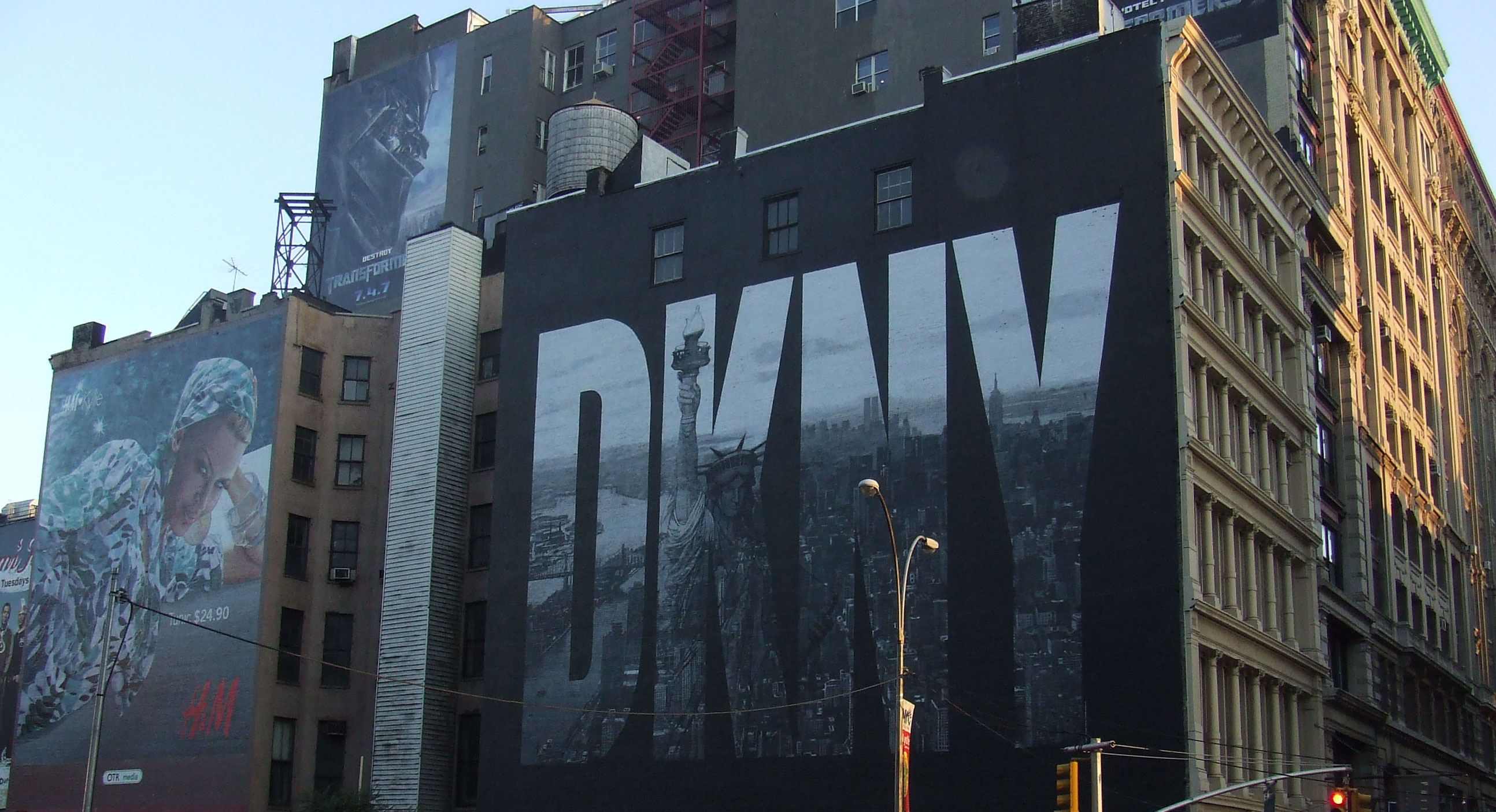
ソーホー、DKNYのビルボード

### ファッション／広告
マンハッタン区を南北に走る大通りマディソン・アヴェニューはアメリカでは広告産業の代名詞であり、同じくマンハッタンを走る7番街の愛称はファッション・アヴェニューと呼ばれファッション業界の最重要拠点という位置付けとされている。
米国に輸入される90％のダイアモンドはニューヨークを経由し、その大半は5番街と6番街の間47丁目の通称「ダイアモンド・ディストリクト」でカットされる。
ニューヨークはパリなどと並び芸術家に好まれる街としても名高く、アート、音楽、演劇の分野では全米一人が集まり、その活動はいたるところで盛んである。

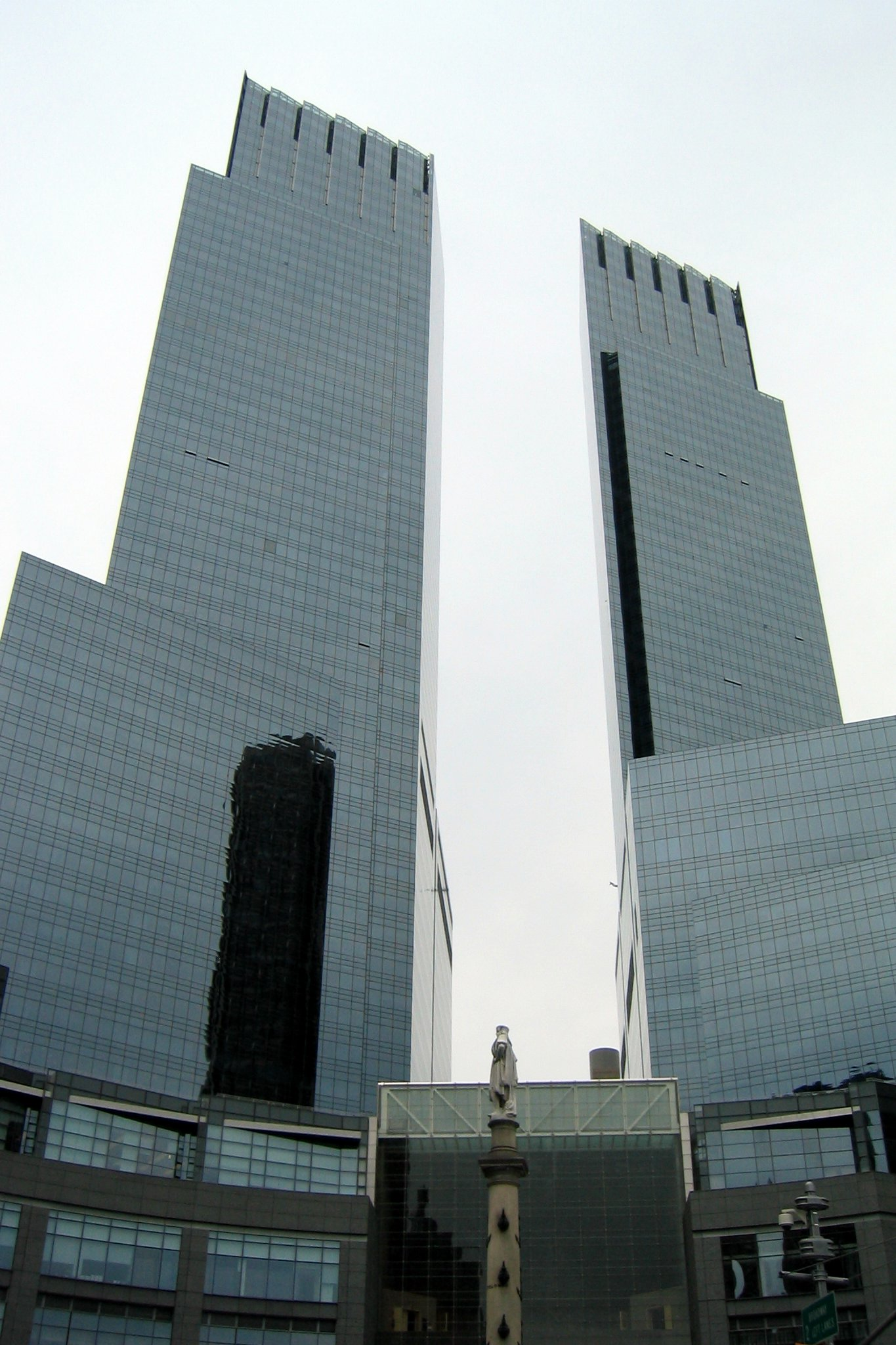
タイムワーナー・センター

### 通信
通信産業を始めとしたハイテク産業の拡大は当然続いており、大西洋横断ケーブルのターミナルで通信速度430Gb/sを持ニューヨーク市は米国の海外インターネットアクセスのゲートウェイとなっている。3分の2のニューヨーカーが自宅にインターネットアクセス可能な状態にある。
ニューヨーク経済発達社によると2003年、電話会社、ケーブル会社、インターネット・プロバイダーの経済効果は230億ドル。これは全体の3％を担っており、43,000人の雇用がある。
2006年、グーグルは311,000スクエアフィートの巨大なオフィスを8番街 111番に置いた。この場所には世界一重要といわれる巨大なインターネットケーブルが走っており"テレコム・ホテル"といわれる。500人の雇用があり、シリコンバレーのグーグル本社を除いては最大のエンジニアリング・コンプレックスとなった。ここで彼らは地図やスプレッドシート、ブログサーチなどを制作している。グーグルがこのオフィスに出資する莫大な金額は次世代マルチメディアの主導権を握るのではないか、とされている。

### 医療／製薬
医療サービスとその研究は同市の医療産業を活性化させている。この分野に関して全米一博士号を授与しており、40,000人の医師と127人のノーベル賞受賞者が同市に起源を持っている。またアメリカ国立衛生研究所から全米で2番目に寄付金が多い。
ブリストル・マイヤーズ スクイブ、ファイザー、ImClone Systems、OSI Pharmaceuticals、リジェネロン、Alexion Pharmaceuticalsなど有名な製薬会社が本社を置く。ファイザーは約1,000の雇用をニュージャージー州、ミズーリ州、ミシガン州、カリフォルニア州からニューヨークへと移した。ニューヨーク・パートナーシップによると、製薬関係の特許保有率はニューヨークが全米一である（ただしイエール大学の本拠地であるコネチカット州ニューヘイブンも含まれている）
医療に関連する産業に雇用されている人数は市内で約375,000人で最大の雇用口となっている。約40,000人の医師達は約70ある病院に勤務しており、20の公共病院では1998年の一年だけで150万人の患者を請け負った。

### 製造

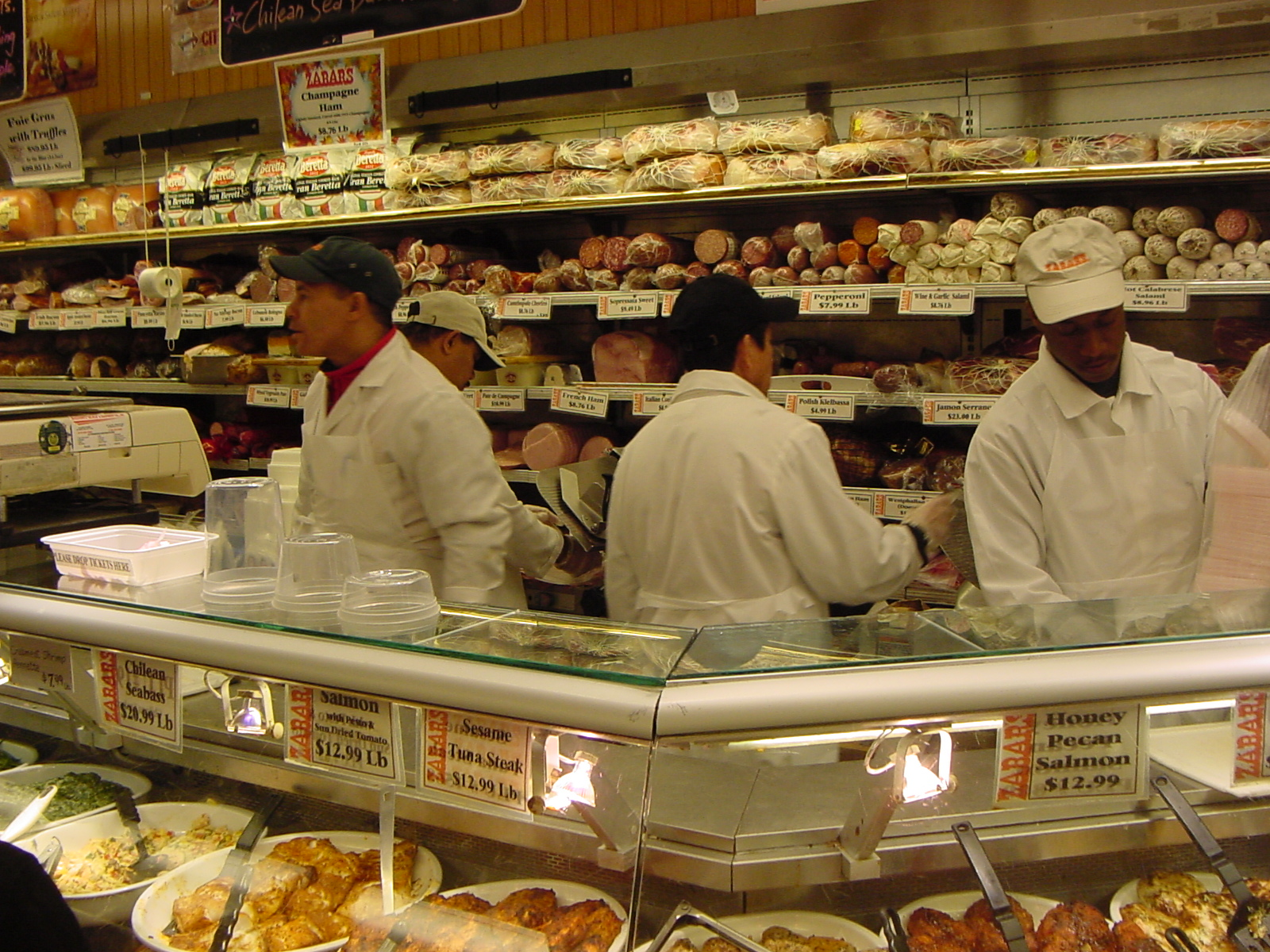
食品の小売で働く人々

都市圏に10,000ある製造業で233,000人を雇用しており、多くがマンハッタンに集中している。なお製造業の中には工場生産、倉庫業務、ガス・水道・電気の工事関係、地下鉄などの機関士を含む。製造業に雇用されている人々の平均年収は41,000ドル(約470万円)と、レストランや小売に従事している人々と比べると10,000以上も高い。しかし製造業は移民第一世が付く代表的な職業で、外国出生者は64％にも上り、残りの人員の78％もアフリカン・アメリカンである。
多くの小規模な製造業があり、その平均は約21人である。代表的な生産品としてはブロードウェイ劇場用の衣装、カスタムメイドのキャビネット、ホテル用のクロワッサン、絵画輸送用の木枠、などがある。これらのアイテムは労働集約的なものであり受注関係がしっかりと整えられている。しかし近年は不動産価格の上昇と国際化による海外の安い労働力により衰退の一途をたどり、残された業者はデザインを重視する志向を取ったり、特定の客層に向けて生産を続けるといった形を取り始めている。また機械生産が主流になり、生産工程が簡略化されたことから首切りも行われている。このように時代の変化とその適応を模索するニューヨークの製造業だが、機織産業は果敢にもその生き残りに挑戦している。2003年の発表では、小売業者が立ち向かわなくてはならないビジネス上の障害が3つあるとしている、「不動産価格の上昇」「物価の上昇」「不透明な土地の使用規制」。そんな中、食品産業は最も安定しているといえ、50億ドルの経済効果と19,000人の雇用がある。
2007年、ブルックリンにて12,900平方フィートを使用した"バイオディーゼル計画"が開始され、この計画が進むとレストランなどで使用済みの廃棄油がここに集められ、メタノールとガソリンを混ぜて新たに生成しなおしディーゼルエンジンの燃料になる。2004年のコーネル大学の調査によると1年で100万ガロンの使用済み食用油がブルックリンに集まるだろうとしている。ここから生成される燃料は通常のディーゼル燃料と比べ78％も二酸化炭素の排出量が少ない。

## ニューヨーク都市圏に本社を置く主な企業
| 会社名                                       | 創立年       | CEO                  | 売上高(100万ドル) | 総従業員数       | 業種     | 場所                                |
| -------------------------------------------- | ------------ | -------------------- | ----------------- | ---------------- | -------- | ----------------------------------- |
| IBM                                          | 1889年・米国 | Samuel J. Palmisano  | $ 91,400 (2006)   | 355,766人 (2006) | ハイテク | アーモンク                          |
| アメリカン・エキスプレス                     | 1950年・米国 | Kenneth Chenault     | $ 27,136 (2006)   | 65,800人 (2005)  | 金融     | ワールドフィナンシャルセンター      |
| アルコア                                     | 1888年・米国 | Alain J. P. Belda    | $ 30,400 (2006)   | 12,900人 (2006)  | 工業     | 390 Park Avenue                     |
| アルトリア                                   | 1860年・英国 | Louis C. Camilleri   | $ 101,407 (2006)  | 199,000人 (2006) | 製造     | 120 Park Avenue                     |
| AIG                                          | 1919年・米国 | Martin J. Sullivan   | $ 11,319 (2006)   | 97,000人 (2006)  | 保険     | 70 Pine Street                      |
| AOL                                          | 1985年・米国 | Randy Falco          | $ 1,980 (2006)    | 8,000人 (2006)   | 通信     | 237 Park Ave                        |
| エーシーニールセン                           | 1923年・米国 | John J. Lewis        | $ 500 (2006)      |                  | リサーチ | 770 Broadway                        |
| エスティローダー                             | 1946年・米国 | Charlene Barshefsky  | $ 50,000 (2006)   | 20,000人 (2006)  | 製造     | 767 Fifth Avenue                    |
| NBC                                          | 1923年・米国 | Jeff Zucker          | $ 6,870 (2003)    |                  | 放送     | 30 Rockefeller Plaza                |
| MTV                                          | 1981年・米国 | Judy McGrath         | $ 54,710 (2006)   |                  | 放送     | 1515 Broadway                       |
| カルバン・クライン                           | 1968年・米国 | Calvin Klein         |                   |                  | 服飾     | 1001 Frontier Road, Bridgewater, NJ |
| コーチ                                       | 1941年・米国 | Lew Frankfort        | $ 2,110 (2006)    | 5,700 (2005)     | 服飾     | 516 West 34th Street                |
| ゴールドマン・サックス                       | 1869年・米国 | Lloyd Blankfein      | $ 46,000 (2007)   | 34,809人 (2007)  | 金融     | ゴールドマン・サックス・タワー      |
| CBSコーポレーション                          | 1986年・米国 | Sumner Redstone      | $ 14,536 (2005)   |                  | 放送     | 51 W. 52nd St                       |
| JPモルガン・チェース                         | 1799年・米国 | Jamie Dimon          | $ 99,900 (2007)   | 174,360人 (2007) | 金融     | JPモルガン・チェース・タワー        |
| DKNY                                         | 1984年・米国 | Mark Weber           |                   |                  | 服飾     | 550 Seventh Ave                     |
| ジェットブルー航空                           | 1999年・米国 | David Neeleman       | $ 2,363 (2006)    | 10,624人 (2007)  | 航空     | 118-29 Queens Blvd.Forest Hills     |
| シックス・フラッグス                         | 1961年・米国 | Mark Shapiro         | $ 945.6 (2006)    | 2,500人 (2006)   | 観光     | 1540 Broadway                       |
| シティグループ                               | 1812年・米国 | Vikram Pandit        | $ 146,700 (2006)  | 332,000人 (2007) | 金融     | シティグループ・センター            |
| シティバンク、エヌ・エイ                     | 1812年・米国 | Vikram Pandit        | $ 45,883 (2005)   | 129,545人 (2006) | 金融     | シティグループ・センター            |
| タイム・ワーナー                             | 1990年・米国 | Richard Parsons      | $ 44,700 (2006)   | 87,000人 (2005)  | 通信     | タイムワーナー・センター            |
| ダウ・ジョーンズ                             | 1882年・米国 | Leslie Hinton        | $ 1,783 (2006)    | 7,143人 (2004)   | 金融     | 200 Liberty St                      |
| ティファニー                                 | 1837年・米国 | Michael J. Kowalski  | $ 2,200 (2004)    | 7000人 (2004)    | 服飾     | 727 Fifth Avenue                    |
| DCコミックス                                 | 1934年・米国 | Paul Levitz          | $ 43,600 (2005)   | 87,850人 (2005)  | 出版     | 1700 Broadway                       |
| デロイト トウシュ トーマツ                   | 1845年・英国 | James H. Quigley     | $ 23,100 (2007)   | 155,000人 (2007) | 監査     | 1633 Broadway                       |
| NASDAQ                                       | 1971年・米国 | Robert Greifeld      | $ 1,657 (2006)    | 898人 (2006)     | 金融     | ワン・リバティプラザ                |
| ニューヨーク・タイムズ                       | 1851年・米国 | Janet L. Robinson    | $ 3,324 (2006)    | 11,965人 (2006)  | 新聞     | ニューヨーク・タイムズ・ビル        |
| バーニーズ・ニューヨーク                     | 1923年・米国 | Howard Socol         |                   |                  | 小売     | 660 Madison Ave                     |
| バーンズ・アンド・ノーブル                   | 1873年・米国 | Leonard Riggio       | $ 5,300 (2006)    | 51,000人 (2007)  | 小売     | 122 5th Ave                         |
| バイアコム                                   | 2006年・米国 | Sumner Redstone      | $ 9,609 (2005)    | 9,500人 (2005)   | 放送     | 1515 Broadway                       |
| バンク・オブ・ニューヨーク                   | 1784年・米国 | Tom Renyi            | $ 8,312 (2005)    | 23,451人 (2005)  | 金融     | 1 Wall St                           |
| BMG                                          | 1987年・独国 | Nicholas Firth       | $ 948 (2006)      |                  | 音楽     | 245 Fifth Avenue                    |
| ファイザー                                   | 1849年・米国 | Jeff Kindler         | $ 48,371 (2006)   | 106,000人 (2005) | 製薬     | 235 E. 42nd St                      |
| フジサンケイ・インターナショナル             | 1986年・日本 | 大戸宏               |                   |                  | 放送     | 150 E 52nd St                       |
| プライスウォーターハウスクーパース           | 1849年・英国 | Samuel DiPiazza      | $ 25,200 (2007)   | 146,000人 (2007) | 監査     | 300 Madison Ave                     |
| ブルームバーグ                               | 1981年・米国 | Peter Grauer         | $ 4,700 (2006)    | 9,400人 (2007)   | 通信     | 731 Lexington Ave                   |
| マーベル・コミック                           | 1939年・米国 | Joe Quesada          | $ 87.4 (2005)     |                  | 出版     | 417 5th Avenue                      |
| メイシーズ                                   | 1858年・米国 | Ron Klein            | $ 1,406 (2005)    | 23,200人 (2005)  | 小売     | 151 W. 34th St                      |
| メットライフ                                 | 1868年・米国 | C. Robert Henrikson  | $ 44,776 (2005)   | 83,800人 (2005)  | 保険     | メットライフビル                    |
| メリルリンチ                                 | 1914年・米国 | John Thain           | $ 70,590 (2006)   | 56,300人 (2006)  | 金融     | ワールドフィナンシャルセンター      |
| モルガン・スタンレー                         | 1935年・米国 | John J. Mack         | $ 28,030 (2007)   | 55,000人 (2007)  | 金融     | 1585 Broadway                       |
| リーマン・ブラザーズ （2008年9月に経営破綻） | 1850年・米国 | Richard S. Fuld, Jr. | $ 46,709 (2006)   | 26,000人 (2007)  | 金融     | 745 7th Ave                         |
| ワーナー・ミュージック・グループ             | 2003年・米国 | Edgar Bronfman, Jr.  | $ 3,502 (2006)    | 4,000人 (2006)   | 音楽     | 1290 Avenue of the Americas         |